# Петър Михов
Петър К. Михов с псевдоним Ганчо е български учител и революционер, деец на Вътрешната македоно-одринска революционна организация.

## Биография
Петър Михов е роден на 27 май 1865 година във Велес, тогава в Османската империя. Негов племенник е революционерът Йордан Варналиев. Основно образование получава в родния си град, а през 1885 година завършва Софийската гимназия и за кратко преподава в Стара Загора. Преподава също така и във Велес и Татар Пазарджик, две години е директор на велешките училища. В Тетово като учител е нападнат от сърбоман и е тежко ранен. Премества се да преподава във Велес, където организира велешкия революционен район на ВМОРО и е избран за председател на околийския комитет на организацията през 1899 година.
На 2 април 1902 година е арестуван във Велес, обвинен в политически престъпления и изпратен в затвора „Куршумли хан“ в Скопие, където на 25 април турските власти инсценират самоубийството му.